# Ruud Bosch
Ruud Bosch (Beuningen, 28 juli 1984) is een Nederlands voormalig badmintonner die tussen 2006 en 2011 uitkwam voor BC Duinwijck in de Nederlandse eredivisie. De 1.98 m lange Gelderlander werd in 2006, 2009, 2011 en 2013 Nederlands kampioen in het dubbelspel voor mannen en in 2008, 2011 en 2013 Nederlands kampioen gemengd dubbel. Bosch behoorde tot de Nederlandse ploeg die zilver won op het EK 2006. Hij heeft een voorkeur voor dubbelspelen, zowel gemengd als met een mannelijke partner.

## Nationale kampioenschappen
De rechtshandige Bosch was vanaf 2006 een vaste klant in de finale van het dubbelspel voor mannen op de Nederlandse kampioenschappen. Hij behaalde dat jaar samen met Jürgen Wouters zijn eerste nationale titel door in de eindstrijd het duo Jordy Halapiry/Koen Ridder te verslaan. Een jaar later stond hij aan de zijde van diezelfde Ridder in de finale tegen Dennis van Daalen de Jel en Rikkert Suijkerland, maar moest ditmaal met zilver genoegen nemen. Verliezend finalist werd hij wederom in 2008, toen hij weer samen met Wouters verloor van Dennis Lens/Joéli Residay. Bosch haalde zijn tweede titel in deze discipline in 2009 dan toch. Samen met Ridder versloeg hij het duo Dave Khodabux/Lester Oey.
Samen met Paulien van Dooremalen haalde Bosch in 2007 zijn eerste NK-finale in het gemengd dubbel. Hij kon daarbij niet verhinderen dat het voormalige echtpaar Chris Bruil/Lotte Jonathans haar zesde Nederlandse titel op rij pakte. Een jaar later was hij samen met wederom van Dooremalen wel succesvol. Na een gewonnen finale tegen Jorrit de Ruiter/Ilse Vaessen was Bosch' eerste Nederlandse kampioenschap gemengd dubbel een feit.
Bosch begon met badminton bij BIC Beuningen in zijn geboorteplaats. Van daaruit verkaste hij naar eredivisieploeg BC Smashing, voor hij in 2006 naar BC Duinwijck ging. Bosch trainde op het Nationaal Sportcentrum Papendal.

## Vervolg badmintoncarrière
In 2014 werd de herendubbelcombinatie met Koen Ridder beëindigd. Bosch vertrok naar Taiwan waar hij zijn badmintonkwaliteiten liet gelden als speler en assistent-coach van het X-TRM team. Hij vormde een herendubbel met Tien Tzu-Chieh en een mixkoppel met Shuai Pei-ling. Met hun beiden wist hij in 2014 de Auckland International te winnen in Nieuw-Zeeland. Na twee jaren in Taiwan keerde Bosch terug naar Europa, waar hij weer uitkwam voor z'n voormalige club Union Lüdinghausen in de Duitse Bundesliga. Vanaf 1 september 2016 maakte in de Duitse Bundesliga deel uit van de technische staf van Badminton Nederland, als de talentcoach –19. Hij werd in december 2018 interim-bondscoach van de Nederlandse seniorenselectie.

## Erelijst
2014

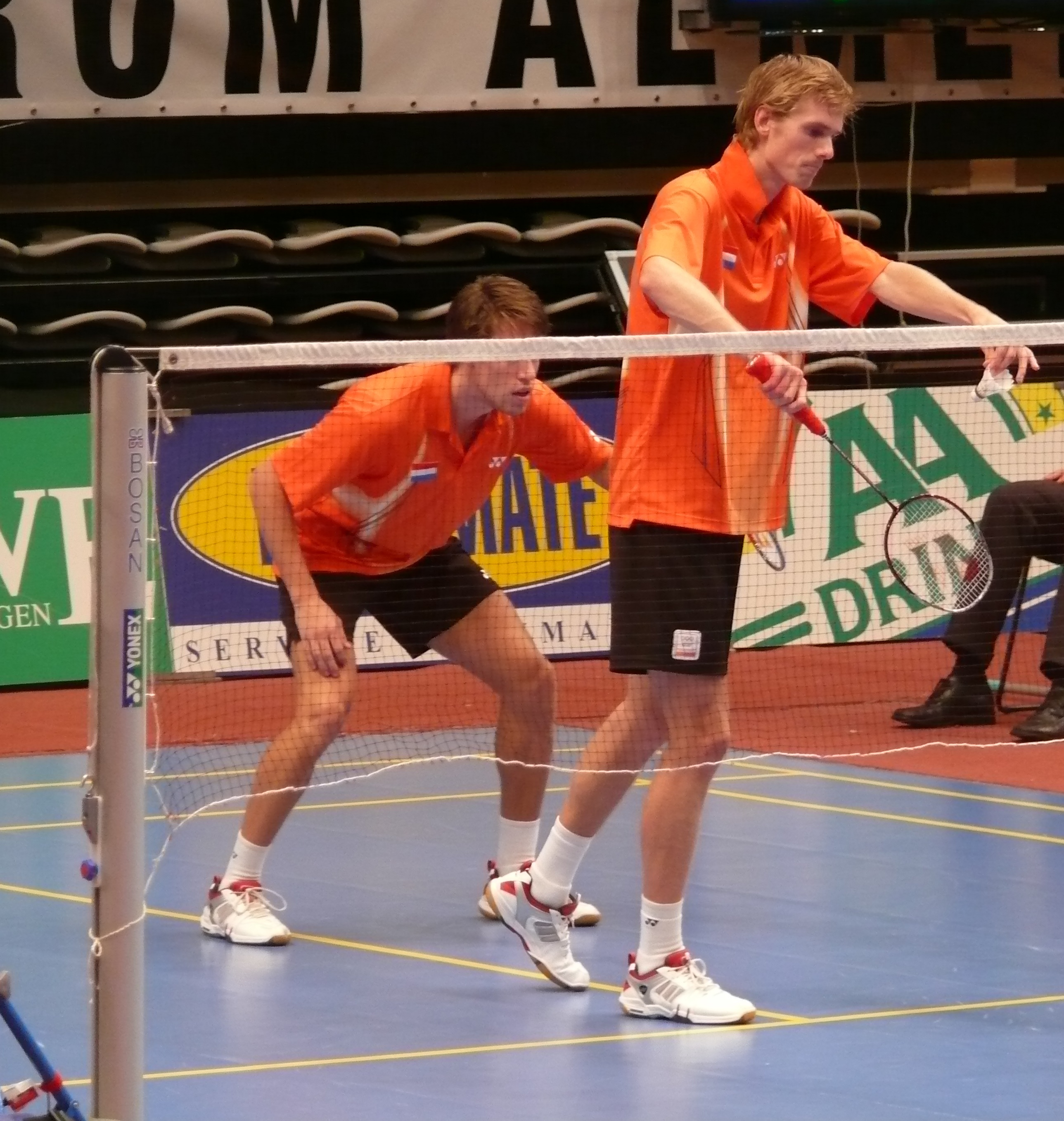
Ruud Bosch en Koen Ridder (NED)

- Tweede bij de Nederlandse kampioenschappen badminton dubbelspel met Koen Ridder
- Winnaar Auckland International herendubbel met Taiwanees Tien Tzu-Chieh
- Winnaar Auckland International gemengd dubbel met Taiwanese Shuai Pei-ling
- Semi-finale Dutch Open (Grand Prix) herendubbel met Taiwanees Tien Tzu-Chieh

2013
- Nederlands kampioen herendubbel met Koen Ridder
- Nederlands kampioen gemengd dubbel met Selena Piek
- Tweede Swedish International herendubbel met Koen Ridder
- Winnaar Peru International herendubbel met Koen Ridder
- Winnaar Tahiti International herendubbel met Koen Ridder
- Winnaar Tahiti International gemengd dubbel met Thaise Salakjit Ponsana

2012
- Winnaar Norwegian International herendubbel met Koen Ridder
- Winnaar Hongarian International herendubbel met Jim Middelburg
- Tweede Sottish International gemengd dubbel met Selena Piek

2011
- Nederlands kampioen herendubbel met Koen Ridder
- Nederlands kampioen gemengd dubbel met Lotte Jonathans
- Semi-finale Dutch Open (Grand Prix) herendubbel met Koen Ridder

2010
- Winnaar Canada International herendubbel met Koen Ridder
- Winnaar Slovenian International herendubbel met Koen Ridder
- Tweede Spanish Open International herendubbel met Koen Ridder
- Semi-finale Dutch Open (Grand Prix) herendubbel met Koen Ridder
- Semi-finale Dutch Open (Grand Prix) gemengd dubbel met Lotte Jonathans

2009
- Nederlands kampioen herendubbel met Koen Ridder
- Tweede Dutch International herendubbel met Koen Ridder
- Winnaar Belgian International herendubbel met Koen Ridder
- Tweede Bitburger Open Grand Prix gemengd dubbel met Paulien van Dooremalen

2008
- Nederlands kampioen gemengd dubbel met Paulien van Dooremalen
- Tweede bij de Nederlandse kampioenschappen badminton dubbelspel met Jurgen Wouters
- Winnaar Portugal International herendubbel met Koen Ridder
- Tweede Norwegian International herendubbel met Koen Ridder

2007
- Tweede bij de Nederlandse kampioenschappen badminton dubbelspel met Koen Ridder
- Tweede bij de Nederlandse kampioenschappen badminton gemengd dubbel met Paulien van Dooremalen

2006
- Nederlands kampioen herendubbel met Jurgen Wouters
- Tweede Irish International gemengd dubbel met Ginny Severien
- Zilveren medaille Europese Kampioenschappen Gemengde Teams (Den Bosch, Nederland)

2003
- Brons bij de Europese Jeugd Kampioenschappen jongensdubbel met Dave Khodabux